# Kemble
Kemble is een Brits pianomerk, dat vanaf 1911 bestaat.

## Geschiedenis
De Kemble pianofabriek is door Michael Kemble in 1911 gestart in Stoke Newington (Noord-Londen). Zijn zoon Robert Kemble nam het bedrijf in de jaren 50 over en verhuisde het bedrijf naar een moderne fabriek in Bletchley, nabij Milton Keynes.
In 1968 ontstond een joint venture met Yamaha en het bedrijf heette vanaf dan Yamaha-Kemble Music (UK) Ltd.
In 1985 werd door deze gezamenlijke inspanning speciaal voor de Engelse markt een serie akoestische piano's en vleugels gebouwd. In 1986 werd de kleinzoon van Michael Kemble, Brian Kemble de directeur van de fabriek. In 2009 werkte Kemble samen met Bösendorfer aan een speciaal instrument: de Chopin-piano, ter viering van de 200-jarige geboortedag van Frédéric Chopin (1810-1849). In hetzelfde jaar verhuisde de gehele productie van Kemble naar de Yamahafabrieken in het Verre Oosten.